# Conca dei Marini
Conca dei Marini község (comune) Olaszország Campania régiójában, Salerno megyében. Az Amalfi-part többi településével együtt 1997 óta része az UNESCO világörökségének.

## Fekvése
A település a Conca-fok (Capo di Conca) területén épült ki, Amalfi városától mintegy 5 km-re Positano irányában. 

## Történelme
Eredetéről nem léteznek pontos adatok. Valószínűleg az etruszkok alapították Cossa név alatt. Első említése i. e. 481-ből származik, amikor a rómaiak hódították meg. Az akkor még kis halászfalu egyik fontos támaszpontjuk volt a pun háborúkban, a polgárháborúk idején azonban Pompeiust támogatta. 
A Nyugatrómai Birodalom bukása után a települést az Amalfi Köztársaság kebelezte be, ezáltal részesévé vált a földközi-tengeri kereskedelemnek. Ebben az időszakban épült fel hajógyára is. A köztársaság bukása után a 11. században a település a Szicíliai majd a Nápolyi Királyság része lett. 
1861-ben az egyesült Olasz Királyság része lett, ekkor már csupán kis halászfalu volt, egykori jelentőségét teljesen elveszítette. A két világháború között egyesítették a szomszédos Furoréval, a második világháború után azonban visszanyerte önállóságát. Napjainkban gazdaságának legfőbb mozgatórugója a turizmus valamint továbbra is a halászat.

## Népessége
A népesség számának alakulása:

## Főbb látnivalói
- A concai kikötő (Marina di Conca) egy kis öbölben fekszik és a helyi halászok kikötőjeként szolgál. A turizmus fellendülésével azonban egyre több jacht is megfordul benne.
- A Capo di Conca-őrtorony (más néven szaracén torony vagy fehér torony) egy 15. században épült erődítmény, amelyet a török kalózok támadásai elleni védelem céljából építettek.
- A Smaragd-barlang (Grotta dello Smeraldo) egy félig vízalatti karsztbarlang a kis félsziget nyugati részén, amelyben az Anacapri mellett található Kék Barlanghoz hasonló jelenségek zajlanak le. Itt a fénytörés következtében a napfény nem kékre, hanem zöldre festi a barlang vizét és belsejét. 1932-ben fedezte fel Luigi Buonocore, egy helyi tengerész. A barlang 60 méter hosszú, 30 méter széles, 24 m magas.
- A Santa Maria di Grado-templom a 9. században épült, majd a 10. században újjáépítették egy földrengés pusztításai után. A templom érdekessége a majolikával burkolt kupolája. Hozzá tartozik a Santa Rosa da Lima-kolostor.
- A San Giovanni Battista-templom 1416-ban épült Keresztelő Szent János tiszteletére. Napjainkban Sant’Antonio di Padova-templom név alatt ismert, miután 1694 óta Páduai Szent Antal Conca hivatalos védőszentje.
- A San Pancrazio Martire-templom 1370-ben épült, 1543-ban a török kalózok kifosztották. A kalózok által elpusztított harangtornyot 1908-ban építették újra.